# Bag om Svendsen
|  | Denne artikel er oprettet af botten Steenthbot ud fra en ekstern database. Den kan derfor have sproglige fejl eller mangler. Denne skabelon kan fjernes efter kontrol af indholdet. |

Bag om Svendsen er en dansk dokumentarfilm fra 1999 instrueret af Laurits Munch-Petersen.

## Handling
Et personligt portræt af den danske instruktør Lotte Svendsen og hendes første spillefilm "Bornholms Stemme".

## Medvirkende
- Lotte Svendsen
- Thomas Bo Larsen
- Jesper Asholt
- Henrik Lykkegaard
- Sofie Stougaard